# 伊夫 (密蘇里州)
伊夫（英語：Eve）是位於美國密蘇里州弗農縣的非建制地區。

## 歷史
伊夫森特的郵局於1885年設立，其後於1914年停運。

## 地理
伊夫所處的海拔為高於海平面247米（即810英呎），而該地所採用的時區為UTC-6，即北美中部時區（CST）。同時該地設有夏令時間，為UTC-6調快一小時，即UTC-5（CDT）。